# Prudy (Kaliningrad, Gwardeisk)
Prudy (russisch Пруды, deutsch Genslack) ist ein Ort in der russischen Oblast Kaliningrad. Er gehört zur kommunalen Selbstverwaltungseinheit Stadtkreis Gwardeisk im Rajon Gwardeisk.

## Geographische Lage
Prudy liegt am Südufer des Pregel (russisch: Pregolja) im Südwesten der Rajonstadt Gwardeisk (Tapiau). Durch den Ort verläuft die Regionalstraße 27A-025 (ex R508). Die nächste Bahnstation ist der Ostanowotschny punkt „O.p. 1252 km“ an der Bahnstrecke Kaliningrad–Tschernyschewskoje (Königsberg–Eydtkuhnen/Eydtkau) – Teilabschnitt der einstigen Preußischen Ostbahn – zur Weiterfahrt nach Litauen und ins russische Kernland.

## Ortsname
Ursprünglich wurde das heutige Prudy Geizelauken genannt. Dieser prußische Name dürfte so viel wie „Reiherfeld“ bedeuten und auf den einstigen Fischreichtum des Pregel und die hervorragenden Brutmöglichkeiten im Forst hinweisen. Eine andere Möglichkeit ist der Name eines Landbesitzers Gense. In Verbindung mit dem prußischen Wort „lack“ = „Acker“ wäre hier das „Land des Gense“ gemeint.
Der russische Name Prudy bedeutet Teiche.

## Geschichte

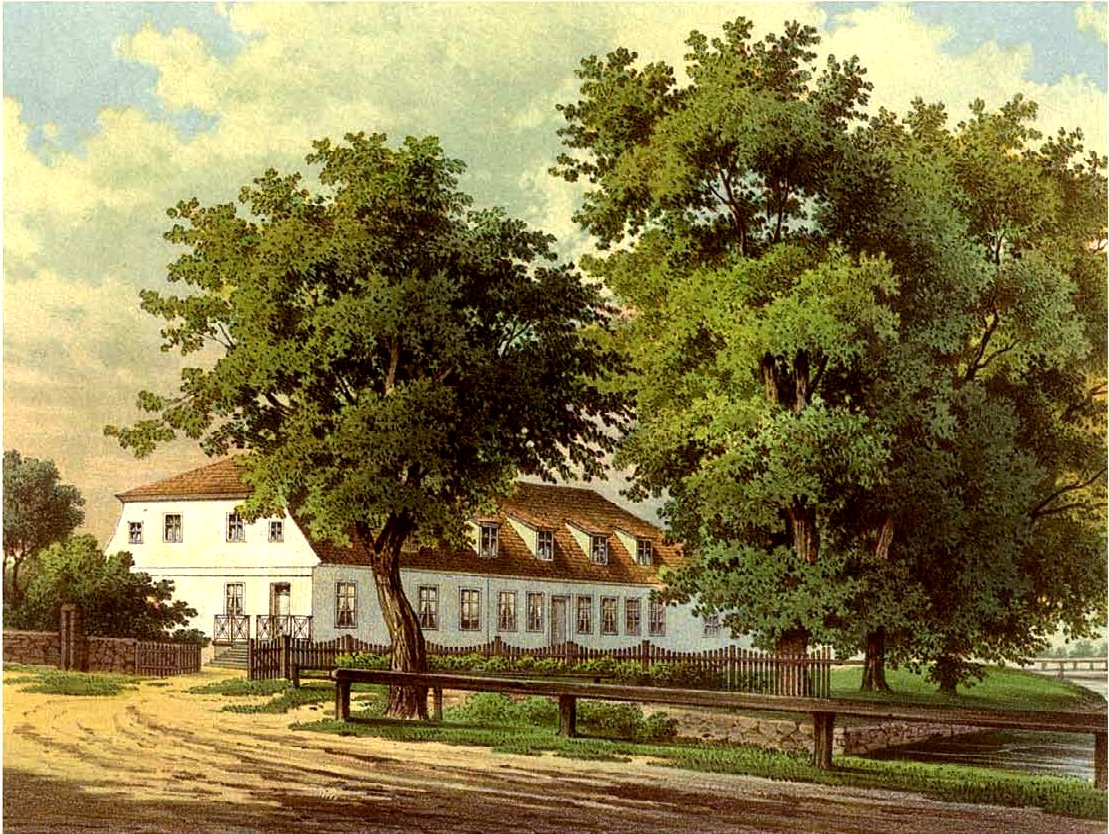
Gut Genslack (vor 1880) in der Sammlung Alexander Duncker

Das bis 1946 Genslack genannte Gutsdorf fand im Jahre 1357 seine erste urkundliche Erwähnung. Das einst reiche Lehmvorkommen und die günstige Lage am Pregel führten dazu, dass 1465 die Gemeinde Kneiphof (Königsberg) sich hier Land verschreiben ließ, mit dem Recht, Lehm zu graben, und hier eine Ziegelei errichtete.
Im Jahre 1616 gelangte Genslack durch Tausch in den Besitz von Salomon von Hülsen. Spätere Eigentümer waren die Familien von Reichmeister, von Gaudi und von Bolschwing. Letztere sorgte dafür, dass die Ziegelei Zimmau zum Gut kam. 1821 übernahm Baron von Heyking das Gut und vereinte es mit dem Schatullgut Oberwalde (russisch: Saretschnoje, nicht mehr existent). Zwischen 1838 und 1841 befand sich Genslack im Besitz eines Grafen Klinckowström, danach kam es an Amtsrat Friedrich von Marées, der es schließlich an einen Fritz Müller veräußerte. Zum Gut gehörten damals auch Oberwalde und Paulinenhof (nicht mehr existent). Im Jahre 1929 wurde das Gut Genslack aufgrund wirtschaftlicher Schwierigkeiten von der Siedlungsgesellschaft aufgesiedelt. Im Gutshaus wurde in den 1930er Jahren ein Landjahrheim für Mädchen eingerichtet.
Am 13. Juni 1874 wurde Genslack Sitz und namensgebender Ort eines Amtsbezirks, der bis 1945 bestand und zum Landkreis Wehlau im Regierungsbezirk Königsberg der preußischen Provinz Ostpreußen gehörte. Anfangs bildeten nur die Gutsbezirke Genslack und Rathsziegelei den Amtsbezirk, 1896 kam die Landgemeinde Oberwalde (russisch: Saretschnoje, nicht mehr existent) dazu. Am 30. September 1928 schlossen sich die Landgemeinde Oberwalde, der Gutsbezirk Genslack und Neu Zimmau (russisch: Dolina, heute zu Saretschje, damals zum Gutsbezirk Tapiau-Domäne gehörend) zur neuen Landgemeinde Genslack zusammen. Diese bildete dann auch nur noch den Amtsbezirk Genslack.
In Genslack wurden im Jahre 1910 157 Einwohner gezählt, aufgrund der strukturellen Veränderungen waren es 1933 bereits 438 und 1939 noch 419.
1945 kam Genslack in Kriegsfolge mit dem nördlichen Ostpreußen zur Sowjetunion. 1947 erhielt der Ort die russische Bezeichnung „Prudy“ und wurde gleichzeitig dem Dorfsowjet Oserski selski Sowet im Rajon Gwardeisk zugeordnet. Später gelangte der Ort in den Saretschenski selski Sowet. Seit etwa 1994 wurde Prudy wieder von Oserki aus verwaltet. Von 2005 bis 2014 gehörte der Ort zur Landgemeinde Oserkowskoje selskoje posselenije und seither zum Stadtkreis Gwardeisk.

## Kirche
Mit seiner überwiegend evangelischen Einwohnerschaft war Genslack bis 1945 in das Kirchspiel der Kirche Starkenberg (russisch: Krasny Bor) eingepfarrt. Es gehörte zum Kirchenkreis Wehlau in der Kirchenprovinz Ostpreußen der Kirche der Altpreußischen Union. Heute liegt Prudy im Einzugsbereich der in den 1990er Jahren neu entstandenen evangelisch-lutherischen Gemeinde in Gwardeisk (Tapiau), einer Filialgemeinde der Auferstehungskirche in Kaliningrad (Königsberg) in der Propstei Kaliningrad der Evangelisch-lutherischen Kirche Europäisches Russland.

## Persönlichkeiten
- Carl Friedrich Ludwig von Gaudi (1734–1784), Direktor der Kriegs- und Domänenkammer in Bromberg und Erbherr auf Genslack.